# Cocu (Argeș)
Cocu è un comune della Romania di 2 366 abitanti, ubicato nel distretto di Argeș, nella regione storica della Muntenia.
Il comune è formato dall'unione di 8 villaggi: Cocu, Crucișoara, Popești, Bărbătești, Richițele de Sus, Richițele de Jos, Greabăn, Cocusi Făcălătești.